# Wilhelm Bargstädt
Wilhelm Bargstädt (* 15. November 1890 in Hamburg; † 3. August 1967 ebenda) war ein deutscher Schriftsetzer und Politiker der SPD.

## Leben
Bargstädt arbeitete als Schriftsetzer in Neubrandenburg. Er war 1919 Mitglied der Verfassungsgebenden Versammlung von Mecklenburg-Strelitz. Im selben Jahr zog er auch in den ersten ordentlichen Landtag von Mecklenburg-Strelitz ein – als Nachrücker für den ausscheidenden Staatsminister Hans Krüger. 1920 legte Bargstädt sein Mandat nieder und ging zurück nach Hamburg, wo er bis 1925 Geschäftsführer des "Bergedorfer-Sander-Volksblatts" war.